# María Ignacia Azlor Echeverz
María Ignacia de Azlor y Echeverz (Villa San Francisco de Patos, 9 de octubre de 1715-Ciudad de México, 6 de abril de 1767) fue una noble novohispana, miembro de la Compañía de María y fundadora, junto con un grupo de hermanas procedentes de Tudela (Navarra) del primer centro educativo en el Virreinato de la Nueva España para mujeres sin recursos ni acceso a la educación y a la cultura. Fue la primera fundación de esta congregación en Hispanoamérica y para su propósito, como heredera de los marqueses de San Miguel de Aguayo, empleó su fortuna completamente para este propósito.

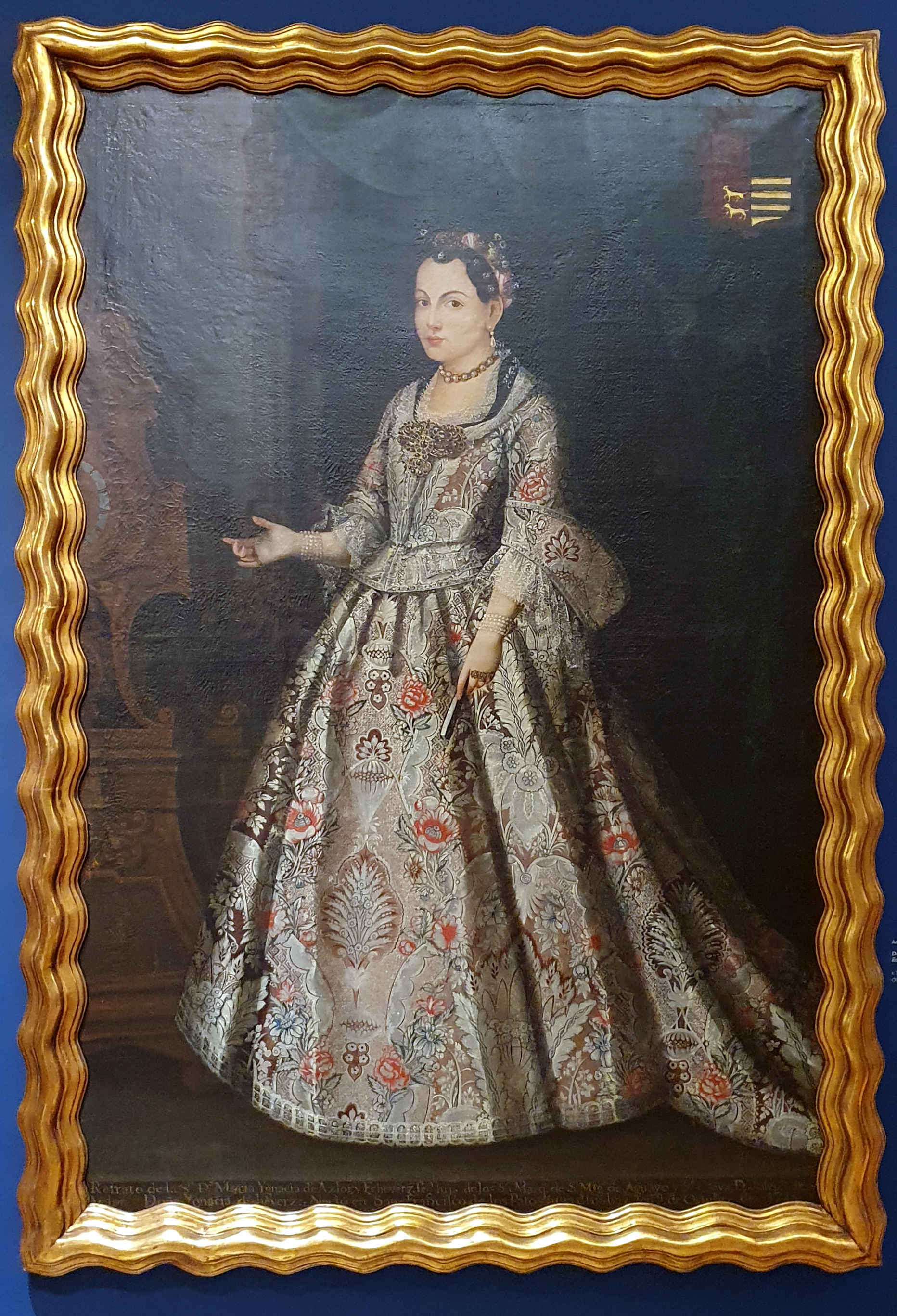
Retrato de Doña María Ignacia de Azlor y Echeverz como seglar (c.1730-1732) conservado en el Museo Soumaya.

## Biografía
La Villa de San Francisco de Patos formaba parte del mayorazgo de Echeverz fundado el 9 de octubre de 1727 que incluía las propiedades de la Nueva Galicia, de la Nueva Vizcaya y de Navarra. Estaba ubicada en el cantón del Valle de Santa María de las Parras. En la capilla de San Joaquín y Santa Ana de la iglesia de esta hacienda fue bautizada el 17 de octubre de 1715.

### Linaje de los Azlor y de los Echeverz: el marquesado de San Miguel de Aguayo

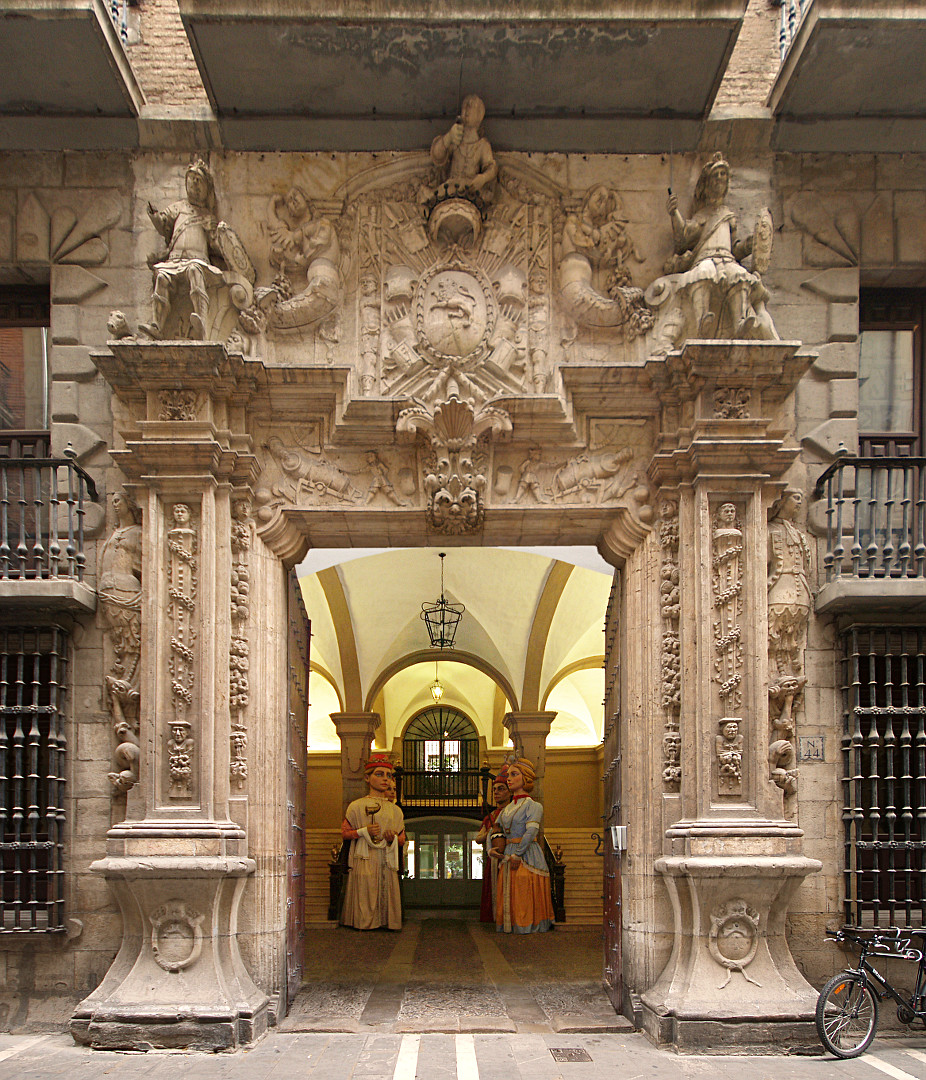
Palacio del Marqués de San Miguel de Aguayo (conocido también como Palacio de Ezpeleta) en Pamplona

Era hija de José Ramón de Azlor y Virto de Vera, segundo hijo del conde de Guara y militar que fuera gobernador y capitán general de Coahuila y Texas, y de Ignacia Javiera de Echeverz y Valdés, por herencia, II marquesa de San Miguel de Aguayo como hija de Agustín de Echeverz Subiza. Ambos se habían casado en Pamplona, en la iglesia de San Lorenzo y residieron los primeros años en la casa principal del mayorazgo del marqués del Aguayo situado en la calle Mayor y que ahora es más conocido como Palacio de Ezpeleta.

#### La familia de los Azlor
La ascendencia familiar paterna situaba a los Azlor entre los ricohombres del reino de Aragón tomando el apellido del solar de Azlor, en la provincia de Huesca, y figurando sus armas esculpidas sobre el dintel de la puerta principal de la catedral de Huesca. Un miembro de su linaje, Miguel de Azlor, fue decapitado en los sucesos de la Campana de Huesca aunque luego el mismo Ramiro II resarció a la viuda e hijos con algunos privilegios.
Su padre protagonizó entre 1721-22 la llamada Expedición de Aguayo que tomó por el título del marquesado que ostentaba como consorte y costeada a su costa gracias al inmenso patrimonio reunido por el matrimonio.

#### La familia de los Echeverz
La madre, Ignacia Javiera, que también había nacido en San Francisco de los Patos, nombre entonces de la actual villa mexicana de General Cepeda, venía del linaje de los Echeverz, oriundo de Berrioplano (ahora municipio compuesto y antes dentro del ayuntamiento formado por la cendea de Ansoáin).
Había casado previamente dos veces: la primera, en 1689, con Francisco Antonio Aznárez de Sada Garro y Javier, IV conde de Javier y XI vizconde de Zolina, con quien tuvo una hija llamada María Isabel Aznárez de Sada Garro Navarra y Echeverz, V condesa de Javier y XII vizcondesa de Zolina, que se casaría con Antonio Francisco de Idiáquez y Garnica, II duque de Granada de Ega, residentes en Estella en el Palacio de los Duques de Ega; un segundo matrimonio, en 1695, con Pedro Enríquez de Lacarra y Ezpeleta, II conde de Ablitas, IX vizconde de Valderro y VIII barón de Ezpeleta, de cuyo enlace nacieron dos hijos que murieron a temprana edad.

#### El matrimonio Azlor-Echeverz
Del tercer matrimonio, con José de Azlor, celebrado el 26 de abril de 1704 en la iglesia de San Lorenzo de Pamplona, nacieron ocho hijos (cuatro varones y cuatro mujeres), nacidos casi todos en Pamplona, salvo Micaela, nacida en 1707 en Rota, y las pequeñas, Mariana y María Ignacia, nacida en la hacienda Coahuila entre Parras y Saltillo. De los ocho solo sobrevivieron las dos hermanas, María Josefa y María Ignacia.
El matrimonio, que había regresado a Nueva España en 1712, se instaló primeramente en San Francisco de los Patos. La educación de ambas hijas fue cometido de la madre que cuidaba de llevar una vida «extraordinariamente retirada» de la corte mexicana, y que siendo «una mujer capaz, virtuosa e inteligente» procuró educar a sus hijas.
La madre, Ignacia Javiera, falleció en octubre de 1733 y su padre apenas unos meses más tarde, en marzo de 1734. Aunque las dos hijas ya eran mayores, seguían siendo muy jóvenes especialmente para afrontar la administración de un extenso legado patrimonial. El título del marquesado pasaba a la mayor, María Josefa de Azlor y de Echeverz, que, más tarde, casaría con Francisco Valdivieso y Mier, I conde de San Pedro del Álamo quien les ayudó en este trance.
María Ignacia, en su determinación de llevar adelante la idea materna de crear un centro educativo que facilitara la educación a mujeres sin medios ni recursos, ingresó durante un año, antes de iniciar su viaje a España para agilizar las gestiones y trámites, en el convento de la Concepción.

### Viaje y estancia en España

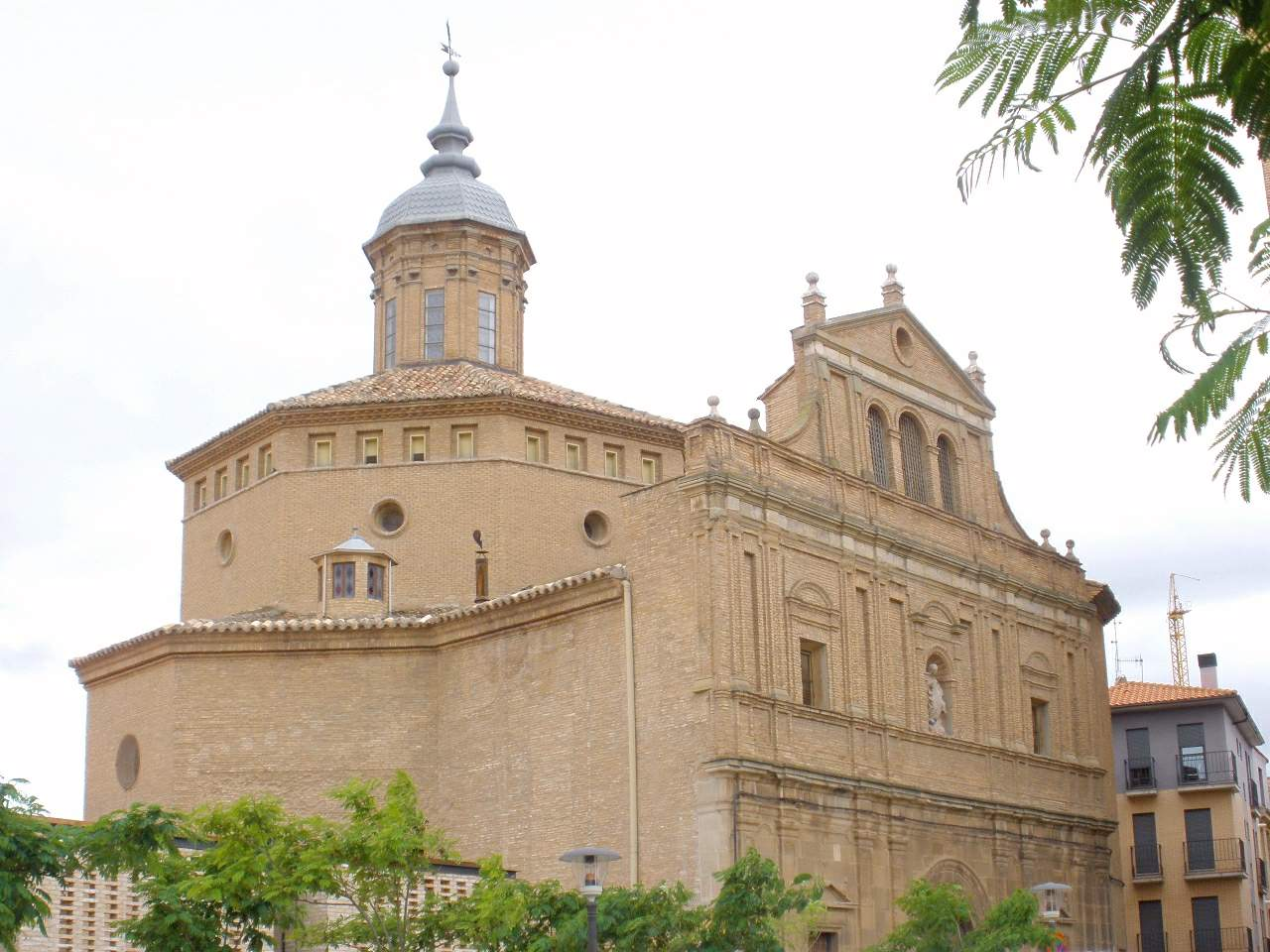
Iglesia de la Enseñanza (Colegio de la Compañía de María) en Tudela (Navarra)

Con total determinación embarca en Veracruz el 8 de mayo de 1737 y cruza el Océano Atlántico a bordo del navío Nuestra Señora de los Remedios, durante varios meses para llegar al Puerto de Santa María el 28 de agosto del mismo año. Durante la travesía compartió tertulias «con el marqués de Villapuente, gran benefactor de la Compañía de Jesús, quien llevaba consigo la vida de la venerable Juana de Lestonnac». En esta ciudad fue acogida por su tía Micaela Ipiñarrieta, viuda de Tomás de Idiáquez, capitán general del reino, recién fallecido y considerado benefactor de la localidad. Tras una estancia de recuperación de la travesía marítima y preparando la continuación de su viaje, partió hacia Madrid donde proyectaba continuar las gestiones y trámites en aras a lograr la fundación de un centro educativo para mujeres en su tierra natal.
Su llegada a Tudela, donde estuvo entre 1742 y 1752, estuvo precedida de un largo periplo por la península ibérica que incluyó una estancia de dos años en Zaragoza en casa de una hermana de su padre, su tía Rosa de Azlor y Virto de Vera. Durante esta estancia conocerá el beaterio que la Compañía de María tenía en la capital de Aragón y donde entrará en contacto por primera vez con Ana Teresa Bonstet. En el recién inaugurado convento de la Compañía de María, ingresa, junto a su prima Ana María Torres Cuadrado, como secular el 24 de septiembre de 1742 siendo aceptadas cuatro meses después. La aceptación oficial fue celebrada el 2 de febrero de 1743 en la ciudad navarra a donde se desplazaron sus parientes de ambos linajes, desde Madrid, Navarra y Aragón. Ambas primas también profesaron juntas el 2 de febrero de 1745.
 

Durante esta estancia tuvo noticia del fallecimiento de su hermana y de su cuñado allende los mares, así como del hecho que sus dos sobrinos, menores, tuvieron a un perjudicial administrador que también menoscababa su propia herencia. Pero no cesó en la continuación de su proyecto fundacional y conoció a fondo el carisma de esta congregación al tiempo que seguía recabando apoyos de sus parientes en aras a lograr sus propósitos. También encontrará el decidido apoyo de la comunidad religiosa que pondrá a su disposición hasta 11 miembros más (entre hermanas y novicias) que le acompañarán en su viaje de vuelta a México. Sus compañeras eran, en gran parte, navarras, especialmente de Pamplona, pero también de otros lugares como Lesaca, Allo y Roncal, o de localidades cercanas como Alfaro y Ágreda. En este grupo se suma Ana Teresa Bonstet, nacida en Flandes y huérfana de niña que se había educado en Zaragoza. Su posterior papel en el sostenimiento de la fundación iniciada por María Ignacia Azlor será fundamental al igual que el de María Ignacia Sartolo y Colmenares, monja tudelana que será la primera superiora del grupo y de la nueva fundación.

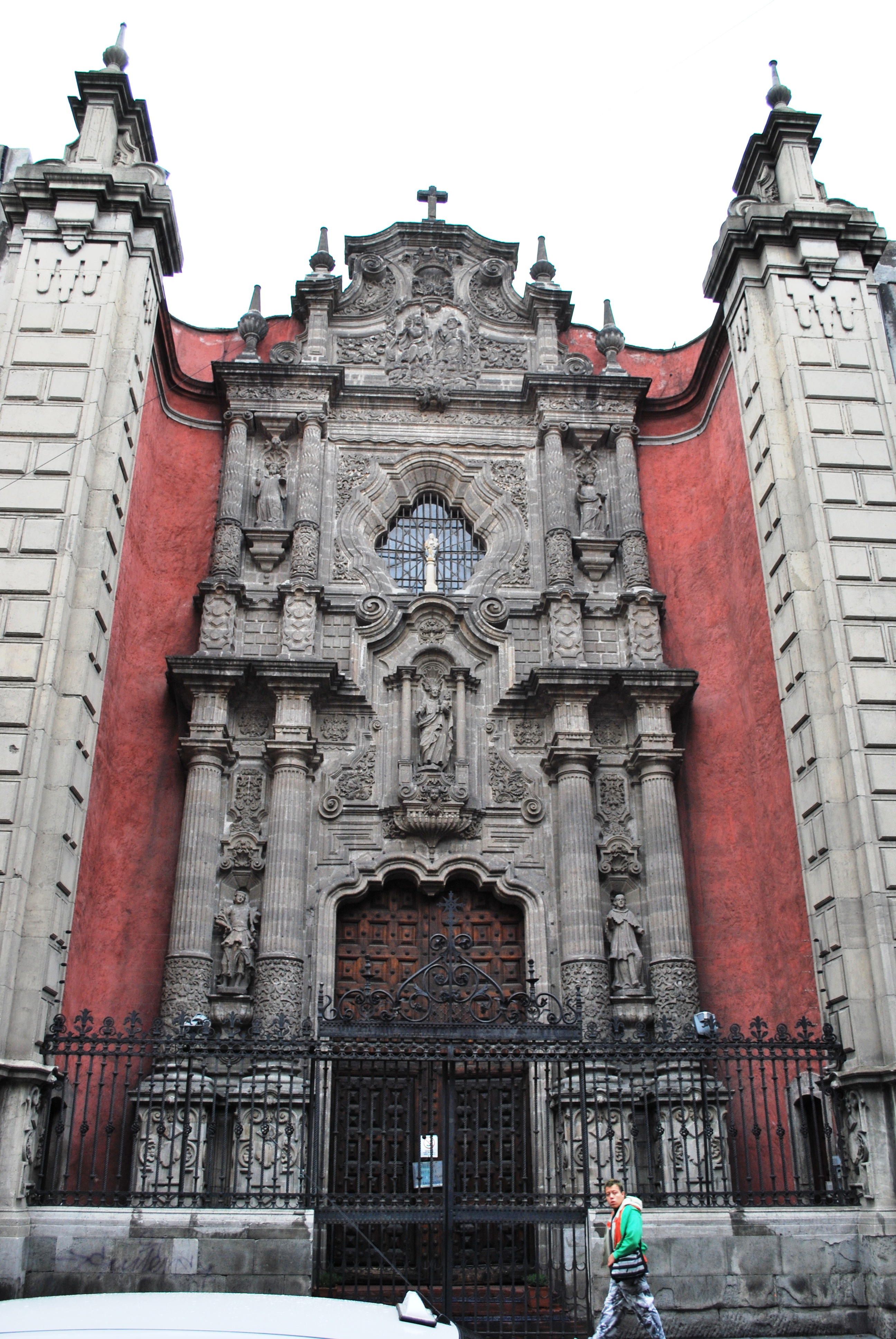
Fachada de la Iglesia de la Enseñanza en la calle Donceles en el centro histórico de Ciudad de México, Francisco Antonio de Guerrero y Torres

Salieron de Tudela el 12 de octubre de 1752 y atravesaron la península en unas semanas para llegar a su primer destino: Cádiz. Les llevó varios meses contratar el barco de vuelta. Por fin, el 12 de junio de 1753 zarparon desde Cádiz a bordo de la fragata conocida como La Galga, navío capitaneado por Pedro Garaicoechea y Ursúa, natural de Lesaca, al igual que una de las viajeras. Fueron escoltadas por orden real hasta Canarias por navío militar de El Dragón. Al puerto de Veracruz llegaron el 4 de agosto.

### Iglesia y colegio de la Enseñanza en Ciudad de México
A pesar de encontrarse ya en Nueva España, el viaje estaba lejos de su conclusión. Tras Veracruz el 10 de agosto parte el grupo para detenerse en Puebla de los Ángeles el 19 de agosto y donde el grupo fue muy bien recibido por el obispo, Domingo Álvarez de Abreu, quien trató de persuadirlas para que realizarán la fundación en su ciudad. Se alojaron en el convento de la Concepción donde fueron acogidas por la comunidad durante ocho días.
Especialmente por la fuerte oposición que existía en la capital por parte del obispo presionado por la mesa de la Cofradía de Nuestra Señora de Aránzazu, un grupo de novohispanos de ascendencia vasca que pretendieron la creación de un centro educativo similar aunque restringido a personas oriundas de las Vascongadas.
Hasta el 30 de agosto de 1753 no llegaron a Ciudad de México, siendo alojadas en el convento Regina.
Hasta el 28 de noviembre de 1757 no aprobó el arzobispo la fundación del Convento de Nuestra Señora del Pilar, el primero de la Compañía de María en el Nuevo Mundo y conocido más popularmente en estas tierras como el convento de la Enseñanza. El patronato de la iglesia y del convento recayó sobre María Ignacia, como madre fundadora, y tras su muerte en 1767, fueron los dos hijos de su hermana los herederos.